# Культура Алжира
Культура Алжира — культура государства Алжир и народов его населяющих. В целом культура страны носит общеарабские черты, дополненные турецким и французским влиянием.

## Язык
Абсолютное большинство населения говорит на алжирском диалекте арабского языка. Среди берберов также имеют распространение кабильский и гхадамесский языки. Туареги разговаривают на языке тамашек. В крупных городах имеет распространение французский язык.

## Религия

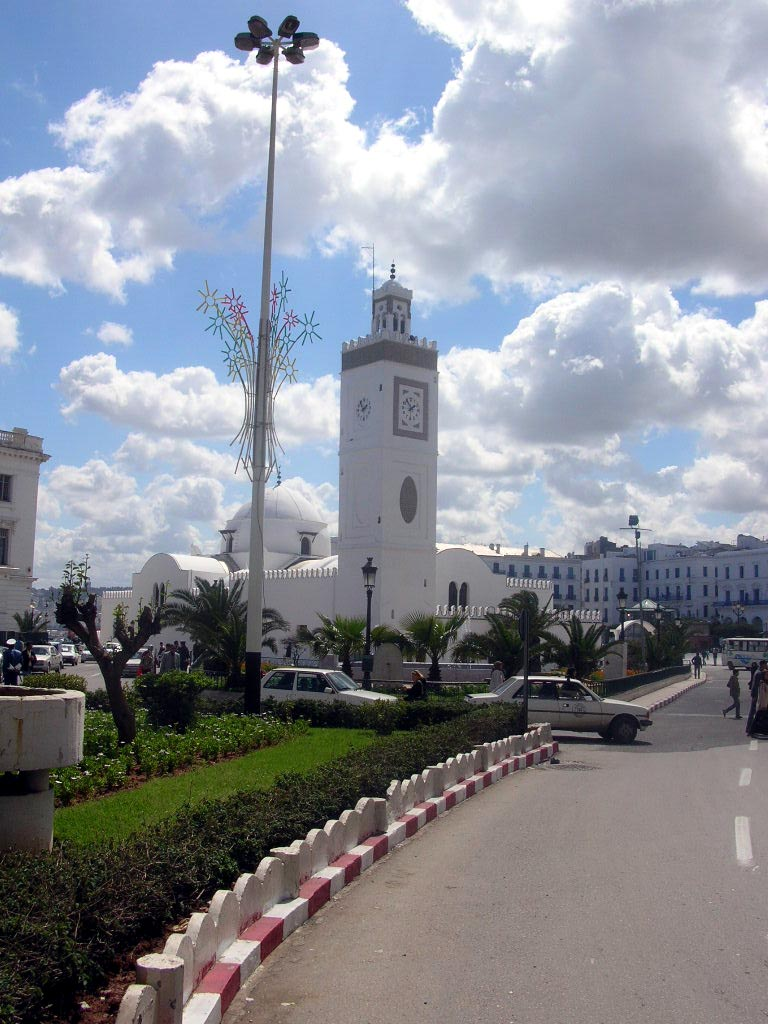
Мечеть Джамеа эль-Кебир в столице страны

Государственной религией Алжира является ислам, что закреплено в конституции страны. Также насчитывается небольшое количество христиан и иудеев.